# John ping pong/Lady Chatterley's lover
John ping pong/Lady Chatterley's lover è un singolo di Lucia Altieri, pubblicato nel 1961 con la Phonocolor. Nell'esecuzione dei brani, Lucia Altieri è accompagnata da Gino Mescoli e la sua orchestra.

## Tracce
1. John Ping Pong
2. Lady Chatterley's lover